# シルヴィアン・マフーザ
シルヴィアン・マフーザ(Sylvian Mahuza、1993年7月29日 - ）は、南アフリカ共和国出身のラグビーユニオン選手。2025年現在ジャパンラグビーリーグワンに参戦する静岡ブルーレヴズに所属している。

## プロフィール
- 南アフリカ・ジョージ出身[1]。
- ポジションはウィング(WTB)、センター(CTB)、フルバック(FB)。
- 身長 178 cm、体重 80 kg
- U20南アフリカ代表に選ばれたことがある[2]。

## 略歴
学生時代、陸上選手だった。
ノースウエスト大学、レパーズ、イースタン・プロヴィンス・キングス、ゴールデン・ライオンズ、ライオンズを経て、2019年、NTTコミュニケーションズシャイニングアークスに加入。
2020年1月12日にジャパンラグビートップリーグ第1節日野レッドドルフィンズ戦に先発出場で日本での公式戦初出場を果たす。
2022年7月、NTT再編に伴う新チーム浦安D-Rocks選手スコッドに選ばれた。
2023年、静岡ブルーレヴズに加入。